# Чёрная (приток Ласьвы)
Чёрная — река в России, протекает в Краснокамском районе Пермского края. Устье реки находится в 43 км по правому берегу реки Ласьва. Длина реки составляет 11 км.
Исток реки на границе с Нытвенским районом в 17 км к северу от центра города Краснокамск. Генеральное направление течения — восток, всё течение реки проходит по ненаселённой местности среди холмов, покрытых лесом. Впадает в Ласьву у деревни Катыши.

## Данные водного реестра
По данным государственного водного реестра России относится к Камскому бассейновому округу, водохозяйственный участок реки — Кама от Камского гидроузла до Воткинского гидроузла, речной подбассейн реки — бассейны притоков Камы до впадения Белой. Речной бассейн реки — Кама.
По данным геоинформационной системы водохозяйственного районирования территории РФ, подготовленной Федеральным агентством водных ресурсов:
- Код водного объекта в государственном водном реестре — 10010101012111100014073
- Код по гидрологической изученности (ГИ) — 111101407
- Код бассейна — 10.01.01.010
- Номер тома по ГИ — 11
- Выпуск по ГИ — 1